# Walter Harris (Politiker)
Walter Edward Harris PC QC (* 14. Januar 1904 in Kimberley, Ontario; † 10. Januar 1999) war ein kanadischer Politiker der Liberalen Partei Kanadas, der Minister für verschiedene Ressorts im 17. Kabinett von Premierminister Louis Saint-Laurent war. Als Co-Vorsitzender eines Gemeinsamen Ausschusses des Parlaments von Kanada war er 1946 maßgeblich am Entwurf für eine neue charakteristische Flagge Kanadas beteiligt.

## Leben

### Rechtsanwalt und Unterhausabgeordneter
Harris absolvierte nach dem Schulbesuch ein Studium der Rechtswissenschaften und schloss dieses mit einem Doctor of Civil Law (D.C.L.) ab. Nach der anwaltlichen Zulassung nahm er eine Tätigkeit als Barrister auf und wurde für seine Verdienste als Rechtsanwalt später zum Kronanwalt (Queen’s Counsel) ernannt.

Flaggenentwurf von 1946

Bei der Wahl vom 26. März 1940 wurde Harris als Kandidat der Liberalen Partei erstmals zum Mitglied des Unterhauses gewählt und vertrat dort bis zu seiner Niederlage bei der Wahl am 10. Juni 1957 den in Ontario gelegenen Wahlkreis Grey-Bruce. Während seiner Unterhauszugehöigkeit war er zwischen September und Dezember 1945 sowie erneut von März bis August 1946 Co-Vorsitzender eines Gemeinsamen Parlamentsausschusses, der den Entwurf für eine neue Flagge Kanadas erarbeitete, der allerdings nicht verwendet wurde.
Sein erstes Regierungsamt übernahm Harris am 30. Oktober 1947 als Parlamentarischer Assistent von Louis Saint-Laurent, dem Außenminister im 16. kanadischen Kabinett von Premierminister William Lyon Mackenzie King, und bekleidete dies Funktion bis zum 15. November 1948. Während dieser Zeit war er zwischen dem 5. Dezember 1947 und dem 30. Juni 1948 auch Vorsitzender eines Unterhaus-Sonderausschusses zum Wahlgesetz (Dominion Elections Act 1938). Nachdem Louis Saint-Laurent am 15. November 1948 als Nachfolger Kings Premierminister wurde und das 17. Kabinett Kanadas bildete, fungierte Harris vom 15. November 1948 bis zum 30. April 1949 und erneut zwischen dem 18. Juli 1949 und dem 17. Januar 1950 als Parlamentarischer Assistent des Premierministers.

### Bundesminister
Im Anschluss übernahm er am 18. Januar 1950 sein erstes Ministeramt und war bis zum 30. Juni 1954 Minister für Staatsbürgerschaft und Einwanderung sowie zugleich vom 9. Mai 1953 bis zum 12. April 1957 als Vorsitzender der Fraktion der Liberalen Partei auch Führer der Regierung im Unterhaus. Daneben war er vom 28. Februar 1952 bis zum 20. November 1952 Vorsitzender des Unterhaus-Sonderausschusses für Umverteilung und zwischen dem 12. Juni und dem 16. September 1953 kommissarischer Minister für öffentliche Arbeiten.
Im Rahmen einer Regierungsumbildung wurde Harris am 1. Juli 1954 Finanzminister und Schatzmeister in Saint-Laurents Kabinett und bekleidete dieses Ministeramt bis zum 20. Juni 1957.
Nachdem er sein Abgeordnetenmandat und sein Ministeramt verloren hatte, war er wieder als Rechtsanwalt tätig.